# Von Dutch (canción)
«Von Dutch» es una canción de la cantante británica Charli XCX. Fue lanzada el 29 de febrero de 2024 a través de Atlantic Records. Sirve como sencillo principal de su sexto álbum de estudio, Brat. El segundo sencillo, «360», le siguió en mayo.

## Antecedentes y composición
Charli adelantó la canción en sus redes sociales antes de grabar vídeos en TikTok con un fragmento de 20 segundos del estribillo. En uno de estos vídeos aparecía la cantante estadounidense Addison Rae, con quien Charli colaboró en su tema de 2023 «2 Die 4».
La canción fue escrita únicamente por Aitchison y producida por Easyfun, que también produjo «Speed Drive» para la banda sonora de Barbie y trabajó en varios temas de su mixtape Pop 2 de 2017. Es un retroceso a la adolescencia de Charli, cuando estaba en MySpace y «empezó a pensar que sus gustos eran cool». Se trata de una canción sobre la aceptación de ser objeto de cotilleo u obsesión, y cuenta con Charli «cantando sobre un estridente ritmo electropop de sintetizador».

## Recepción de la crítica
«Von Dutch» fue ampliamente aclamado. Antes de su lanzamiento, Shaad D'Souza, de The Face, calificó el sencillo de «introducción perfecta a su nuevo modo ácido y desenfadado... la canción suena como tuits bravucones lanzados tras una copa de champán». Pitchfork la nombró «Mejor canción nueva», y Anna Gaca la describió como «hecha de helio e hidráulica, ... con el corazón en el club y el culo en una Harley ... otro capítulo de la alegre parodia participativa de la cultura del famoseo de la cantante y productora». Gio Santiago, de Resident Advisor, otorgó a la canción el sello «RA Recommends», señalando que «"Von Dutch" es un verdadero y caótico retorno a la forma... una explosión sobrecargada de dance pop, club y electroclash». Kyle Denis, de Billboard, caracterizó la canción como «deliciosamente alborotada».

## Vídeo musical
El videoclip, dirigido por Torso y rodado en Francia, en el Aeropuerto Charles de Gaulle de París, se muestra desde el punto de vista de un paparazzi que persigue a Charli por el aeropuerto y a través de un Airbus A380. Ella empuja al cámara por las escaleras del avión, lucha con él dentro de la cabina y luego salta del ala del avión a un carro de equipajes. El vídeo termina con Charli tumbada en una cinta transportadora de equipaje, mirando fijamente a la cámara.

## Remix de Addison Rae y A. G. Cook
El 22 de marzo de 2024, XCX lanzó un Remix de «Von Dutch», que contó con contribuciones vocales adicionales de Rae y una producción actualizada del productor inglés y colaborador desde hace tiempo de XCX, A. G. Cook. El remix marcó la segunda vez que XCX y Rae han colaborado, después de «2 Die 4».
Flisadam Pointer, de Uproxx, describió el remix como un «sudoroso» «frenesí de la mejor sensibilidad electrónica y pop de Charli plagado de referencias nostálgicas», mientras que Tyler Damara Kelly, de The Line of Best Fit, describió la producción de Cook como «idiosincrásica».